# Amblyomma tuberculatum
Amblyomma tuberculatum är en fästingart som beskrevs av Marx 1894. Amblyomma tuberculatum ingår i släktet Amblyomma och familjen hårda fästingar. Inga underarter finns listade i Catalogue of Life.